# Liste der Einträge im National Register of Historic Places im Carroll County (Missouri)

Lage des Carroll County in Missouri

Die Liste der Einträge im National Register of Historic Places im Carroll County in Missouri führt die Bauwerke und historischen Stätten im Carroll County auf, die in das National Register of Historic Places aufgenommen wurden.
| [ 3 ] | Name                                       | Bild                       | Eintragsdatum        | Lage                                                    | Ort           | Beschreibung |
| ----- | ------------------------------------------ | -------------------------- | -------------------- | ------------------------------------------------------- | ------------- | ------------ |
| 1     | Carroll County Court House                 | Carroll County Court House | 1995 ID-Nr. 95000858 | Courthouse Square 39° 21′ 29″ N, 93° 29′ 47″ W          | Carrollton    |              |
| 2     | Carroll County Sheriff's Quarters and Jail |                            | 1979 ID-Nr. 79001355 | 101 West Washington Street 39° 21′ 27″ N, 93° 29′ 48″ W | Carrollton    |              |
| 3     | Farmers Bank Building                      |                            | 1994 ID-Nr. 94000702 | 114 South Pine Street 39° 18′ 10″ N, 93° 40′ 36″ W      | Norborne      |              |
| 4     | U.S. Post Office                           |                            | 1977 ID-Nr. 77001570 | 101 North Folger Street 39° 21′ 22″ N, 93° 29′ 31″ W    | Carrollton    |              |
| 5     | Wilcoxson and Company Bank                 |                            | 1983 ID-Nr. 83000975 | 1 West Washington Avenue 39° 21′ 28″ N, 93° 29′ 45″ W   | Carrollton    |              |
| 6     | Wright II Archeological Site               |                            | 1971 ID-Nr. 71000464 | Adresse nicht veröffentlicht                            | Miami Station |              |